# Тест крви за Алцхајмерову болест
Тест крви за Алцхајмерову болест који је тренутно у фази интензивног истраживања, који може да открије болест у њеној најранијој фази. Тест који се показо у 96% случајева као тачан и поуздан у Алцхајмероовој болести, омогућава лекарима да донесу боље одлуке о стању здравља пацијента и започну рано лечење болести, када је оно најефикасније. Научници сматрају да би тест могао да замени скупо скенирање мозга или болну лумбалну пункцију и тиме омогући раније откривање болести, и тиме свим слојевима друштва мого да помогне у идентификацији појединаца у ризику или инкубацији болести. Тест би могао да послужи и за процену терапијске ефикасности како би се помогло у развоју раних третмана за Алцхајмерову болест.

## Опште информацијепротеине
Алцхајмерова болест је веома подмукла болест, која када нападне тело болесника, изазива „накупљање отпадних материја” који се ослобађа у крви. На те такозване нуспродукте тело реагује тако што ослобађа „аутоантитела”, самореактивну врсту антитела која циља његове сопствене протеине. Тако настала антитела оштећује мозак 10 година пре него што пацијент примети прве симптоме, а тог тренутка оштећења можданих структура су значајна и неповратна.
Иако је Алцхајмерова болест  најчешћи облик деменције,  дијагноза остаје изазовна – посебно у ранијим стадијумима болести. Тренутне смернице препоручују откривање  различитих маркера:
- абнормалне акумулације амилоидних и тау протеина,

- неуродегенерацију – спори и прогресивни губитак неуронских ћелија у одређеним регионима мозга.

Наведени маркери се могу урадити комбинацијом снимања мозга (МРИ и ПЕТ скенерима) и анализом цереброспиналне течности (лумбална пункција). Међутим, лумбална пункција може бити болна и људи могу искусити главобоље или болове у леђима након процедуре, док је снимање мозга скупо и треба дуго да се чека након заказивања прегледа.

## Тест у истраживању
Оно што пружа наду за будуће болеснике од Алцхајмерове болести у овом тренутку је превенција, у коју од сада спада и нов тест крви за Алцхајмерову болест. Према истраживању научника, овај тест је много ефикаснија дијагностичка метода јер може да открије болест у њеној најранијој фази, јер је у 96% случајева тачна и поуздана.
Тест крви за Алцхајмерову болест заснован је на антителима у којима би се открио одређени облик тау протеина који се  из мозга, а који је специфичан за Алцхајмерову болест. Када погрешно савијени амилоидни бета протеини почну да се скупљају у олигомере, они формирају структуру познату као алфа плоча. Алфа плоће се обично не налазе у природи, а сппроведане истраживања показала су да алфа плоће имају тенденцију да се вежу за друге алфа листове.  Тест затим користећи стандардне методе да би потврдио да су олигомери причвршћени за површину теста састављени од амилоидних бета протеина.
Током истраживања истраживачи су открили олигомере у крви особа са благим когнитивним оштећењем и умереном до тешком Алцхајмеровом болешћу. У 53 случаја, дијагноза Алцхајмерове болести код испитаника потврђена је након смрти аутопсијом - а узорци крви њих 52, који су узети годинама пре смрти, садржали су токсичне олигомере.
Током истраживаа научници су  тестирали  600 пацијената у различитим стадијумима Алцхајмерове болести и открили да нивои протеина добро корелирају са нивоима тау протеина у цереброспиналној течности и могу поуздано разликовати Алцхајмерову болест од других неуродегенеративних болести. Нивои протеина су такође блиско одговарали озбиљности амилоидних плакова и тау петљи у можданом ткиву код људи који су умрли од Алцхајмерове болести. 
Следећи корак био је валидација теста код ширег спектра пацијената, укључујући оне из различитих расних и етничких група, као и код оних који пате од различитих стадијума губитка памћења или других потенцијалних симптома деменције.
Тест је послат на одобрење, али још није одобрен,  тако да не постоји јасно предвиђен временски оквир када ће бити доступан јавности.

## Значај
Данас, углавном, пацијенти добијају дијагнозу Алцхајмерове болести тек након што покажу добро познате знакове болести, као што је губитак памћења. До тог тренутка, најбоље опције лечења једноставно успоравају даље напредовање симптома.
Такође како многи пацијенти, чак и у САД, немају приступ МРИ и ПЕТ скенерима, а неки чак и лумбалној пункцији, велика приступачност теста крви за Алцхајмерову болест највећи  је значај ове дијагностичке методе.
Такође тест крви је јефтинији, сигурнији и лакши за примену, а може побољшати клиничко самопоуздање у дијагностику Алцхајмерове болести, као и одабир учесника за клиничко испитивање и праћење Алцхајмерове болести.
Свакако једна од најзначајнијих предсности овог теста је та да се узрок Алцхајмерове болести који се јавља годинама - чак деценијама - раније, много пре открива него што  когнитивна оштећења испливају на површину и омогућавају дијагнозу. 